# رجائی‌دشت
رجائی‌دشت، روستایی از توابع بخش رودبار شهرستان شهرستان قزوین در استان قزوین ایران است.

## جمعیت
این روستا در دهستان رودبار محمد زمانی قرار دارد و براساس سرشماری مرکز آمار ایران در سال ۱۳۸۵، جمعیت آن ۶۴۸ نفر (۱۷۷خانوار) بوده است.

## زبان
زبان مردم رجائی‌دشت تاتی است که آن را با گویش اصیلی صحبت می‌کنند.